# Randy Savage
Randall Mario Poffo, meglio conosciuto come "Macho Man" Randy Savage (Columbus, 15 novembre 1952 – Seminole, 20 maggio 2011), è stato un wrestler statunitense, noto per i suoi trascorsi nella World Wrestling Federation e nella World Championship Wrestling.
Savage ha vinto venti titoli in carriera: sei titoli del mondo, avendo vinto il WWF World Heavyweight Championship due volte e il WCW World Heavyweight Championship quattro volte.
Ha inoltre vinto l'ICW World Heavyweight Championship tre volte e lo USWA Unified World Heavyweight Championship una volta. Nonostante sia stato solo una volta WWF Intercontinental Heavyweight Champion, la WWE lo ha nominato come il più grande Intercontinental Champion di tutti i tempi accreditandogli la capacità di "portare a un più alto livello di credibilità il titolo attraverso le sue incredibili prestazioni".
Savage è stato anche il vincitore del WWF King of the Ring del 1987 e del WCW World War 3 del 1995. Una delle principali attrazioni in pay-per-view negli anni ottanta e novanta, Savage ha lottato nel main event di WrestleMania IV e WrestleMania V, lottando inoltre per il WWF Championship anche a WrestleMania VIII, nonché in quattro dei primi cinque show di SummerSlam, l'edizione del 1995 di WCW Starrcade e molti altri eventi.
Hulk Hogan, volto della WWF durante la "Golden Era", lo ha descritto come "così influente in questo settore, in particolare nella WWF" e ha ricordato che "è l'unica persona a cui potevamo passare il WWF Championship, e non avremmo perso soldi. Le cose sarebbero rimaste le stesse o sarebbero migliorate".
La figura di Savage era legata a filo doppio alla figura di Miss Elizabeth; la gelosia di Savage nei confronti della ragazza (kayfabe) fu la causa scatenante della sua faida con Hulk Hogan nella WWF. Savage ed Elizabeth si sposarono sul ring nel corso di SummerSlam 1991 nel famoso "Match Made in Heaven", per necessità di storyline; i due in realtà si erano già sposati nella vita reale nel dicembre del 1984. Il matrimonio sul ring, così come quello nella vita reale, durò poco; legalmente, i due divorziarono nel 1992.
Savage è stato celebre presso i fan del wrestling (e non solo) grazie al suo inconfondibile tono di voce ruvido e profondo, i suoi coloratissimi costumi da ring, le intense e carismatiche esibizioni fuori e dentro il quadrato, la sua caratteristica esclamazione «Oooh yeah!» e i suoi ingressi trionfali nelle arene. La stessa WWE a proposito afferma: "Non c'è mai stata in precedenza una superstar più colorata di "Macho Man" Randy Savage. Il suo stile, perfettamente rappresentato dalla sua musica d'ingresso, Pomp and Circumstance, veniva eguagliato solamente dalle sue esibizioni sul ring".

## Biografia
Randy Mario Poffo era figlio di Judy Sverdlin (di origini ebraiche lituane) e di John Angelo Poffo, questi a sua volta wrestler di origini italiane; i nonni paterni, Silvio Poffo ed Egitina Lencioni (o Loncioni), furono immigrati italiani originari rispettivamente di Levico Terme (TN) e di Capannori (LU).

## Carriera

### Gli inizi

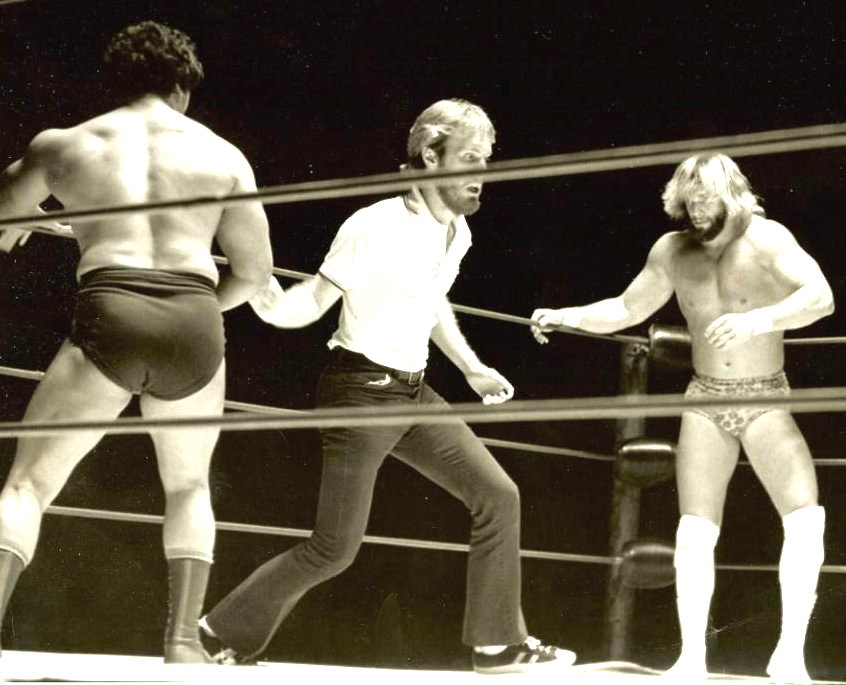
Savage (a destra) ad inizio carriera.

La carriera di Randy inizia con il fratello Lanny, sotto l'attenta guida del padre, nella NWA. Successivamente i due si trasferiranno alla ICW, federazione fondata nel 1978 di proprietà del padre Angelo, dove prima vinceranno i titoli di coppia, poi avranno una faida tra loro che li porterà a scontrarsi per il titolo massimo della federazione, che vedrà prevalere proprio Randy.

### Continental Wrestling Association (1984–1985)

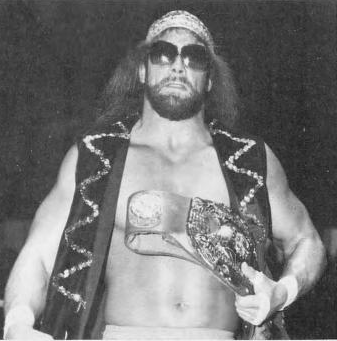
Savage con la cintura WWC North American Heavyweight Championship

Nel 1984 passò alla Continental Wrestling Association di Jerry Lawler. Nella compagnia di Memphis, Savage ebbe una rivalità con lo stesso Lawler per la cintura AWA Southern Heavyweight Championship. Lottò anche in coppia con Lanny contro i The Rock 'n' Roll Express; questo feud incluse un match svoltosi il 25 giugno 1984, a Memphis, dove nella storyline, Savage infortunò Ricky Morton con un piledriver sul tavolo dei telecronisti, causando la vittoria degli Express per squalifica. Successivamente nel 1984, Savage divenne un babyface e si alleò con Lawler per affrontare la fazione "First Family" di Jimmy Hart, per poi tornare nuovamente un heel tradendo Lawler all'inizio del 1985. La faida terminò quando Lawler sconfisse Savage in un "Loser Leaves Town match" il 7 giugno a Memphis, Tennessee.

### World Wrestling Federation (1985–1994)

#### Intercontinental Heavyweight Champion (1985–1987)

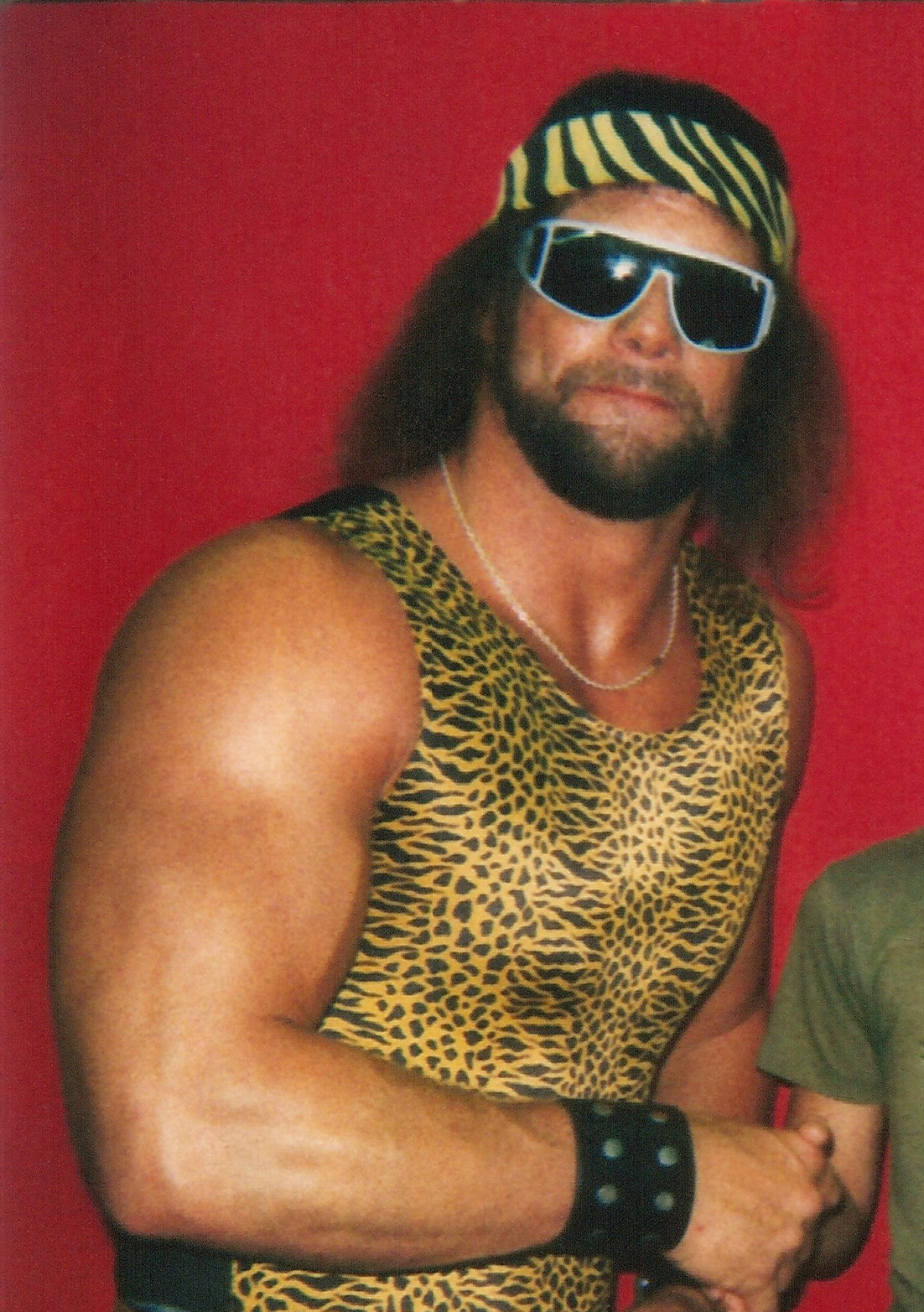
Randy Savage nel 1986

Nel 1985 arriva alla corte di Vince McMahon e la sua WWF. Sua accompagnatrice nonché compagna nella vita reale sarà Miss Elizabeth.

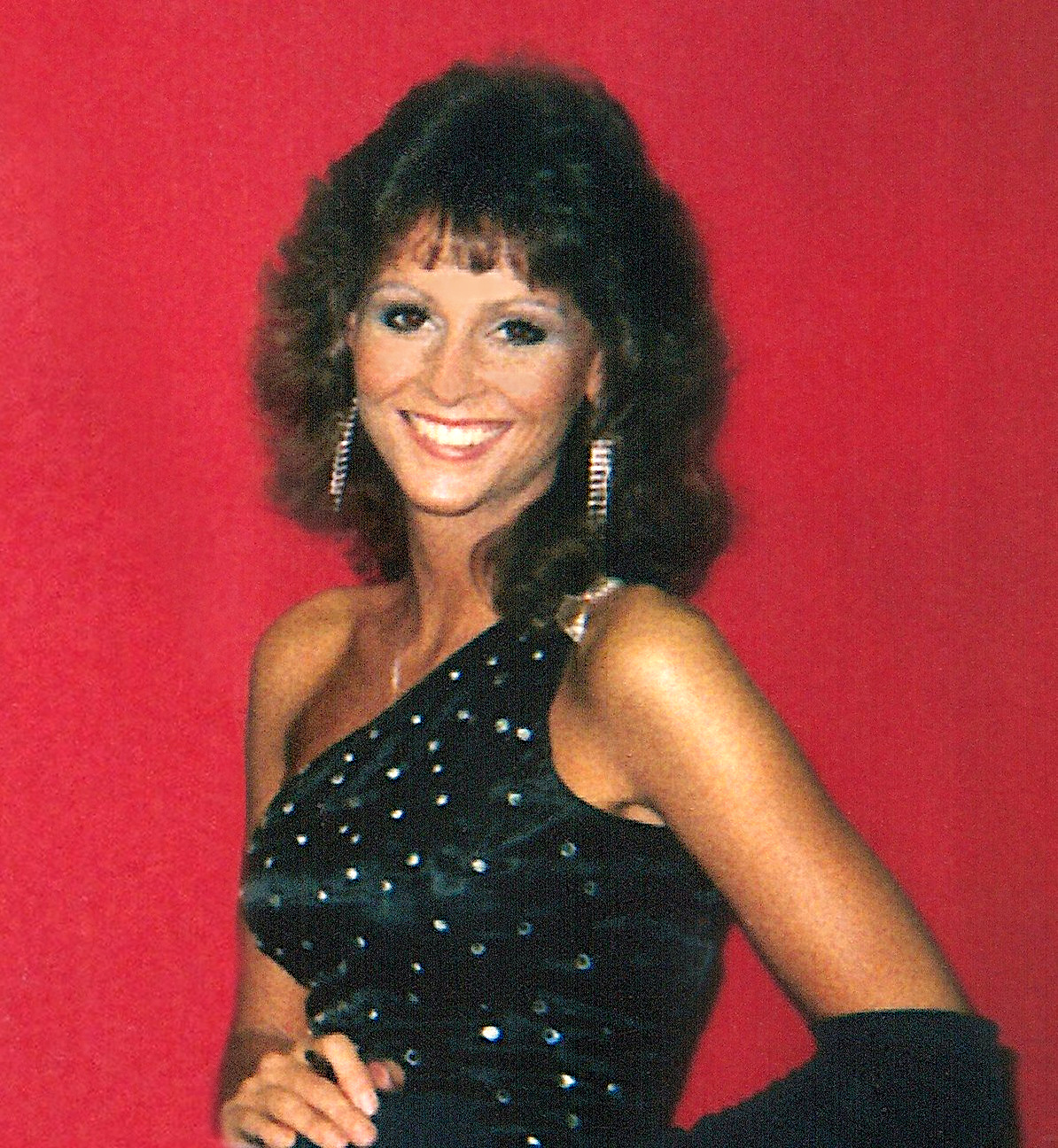
Miss Elizabeth, prima moglie e manager di Savage.

A fine 1985, Savage iniziò una faida con il WWF Intercontinental Heavyweight Champion in carica, Tito Santana. Durante la puntata del 2 novembre 1985 di Saturday Night's Main Event, un suo primo tentativo di vincere la cintura fallì, (Savage vinse il match con Santana, ma solo per conteggio fuori dal ring e quindi il titolo non poté passare di mano). Nel rematch del 24 febbraio 1986 a Prime Time Wrestling, Savage vinse infine il WWF Intercontinental Championship usando un oggetto improprio nascosto nel costume per tramortire l'avversario. Agli inizi della sua carriera in WWF, Savage ottenne anche altre due vittorie per countout al Madison Square Garden contro il suo futuro tag team partner Hulk Hogan, inoltre ebbe anche degli storici scontri con Bruno Sammartino e con George "The Animal" Steele (che nella storyline, si era invaghito di Elizabeth).
Savage ha combattuto in quello che è diffusamente considerato uno dei migliori match di wrestling di tutti i tempi, quando si scontrò con Ricky "The Dragon" Steamboat a WrestleMania III nell'arena Pontiac Silverdome. Il match era la resa dei conti di una lunga e violenta rivalità (nella quale Savage (storyline) ruppe la laringe a Steamboat), e presentò un grandissimo livello di atletismo e tecnica sul ring. Dopo diciannove tentativi di schienamento non riusciti da Savage, Steamboat lo schienò. Savage perse il titolo, mettendo fine al regno da WWF Intercontinental durato quattordici mesi.
A questo punto della sua carriera in WWF, il personaggio di Savage stava acquistando sempre più importanza; la grande "fortuna" di Savage stava anche nello sfruttare il suo personaggio, quello del maschilista, in quanto trattava la sua valletta con modi poco garbati, addirittura facendosi scudo di essa negli incontri, suscitando le ire del pubblico.

#### WWF World Heavyweight Champion e The Mega Powers (1987–1991)

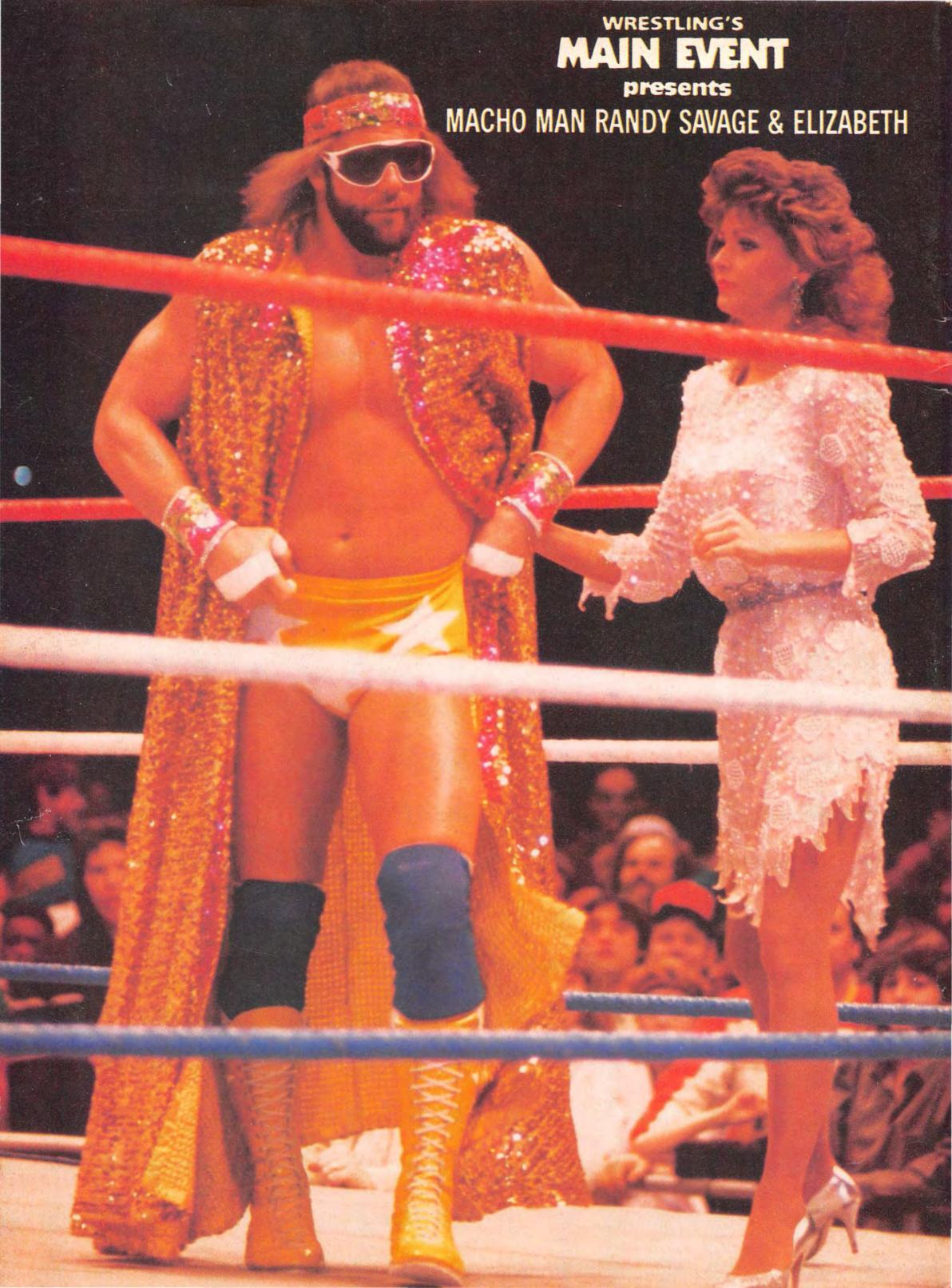
"Macho Man" Randy Savage e Miss Elizabeth (1987)

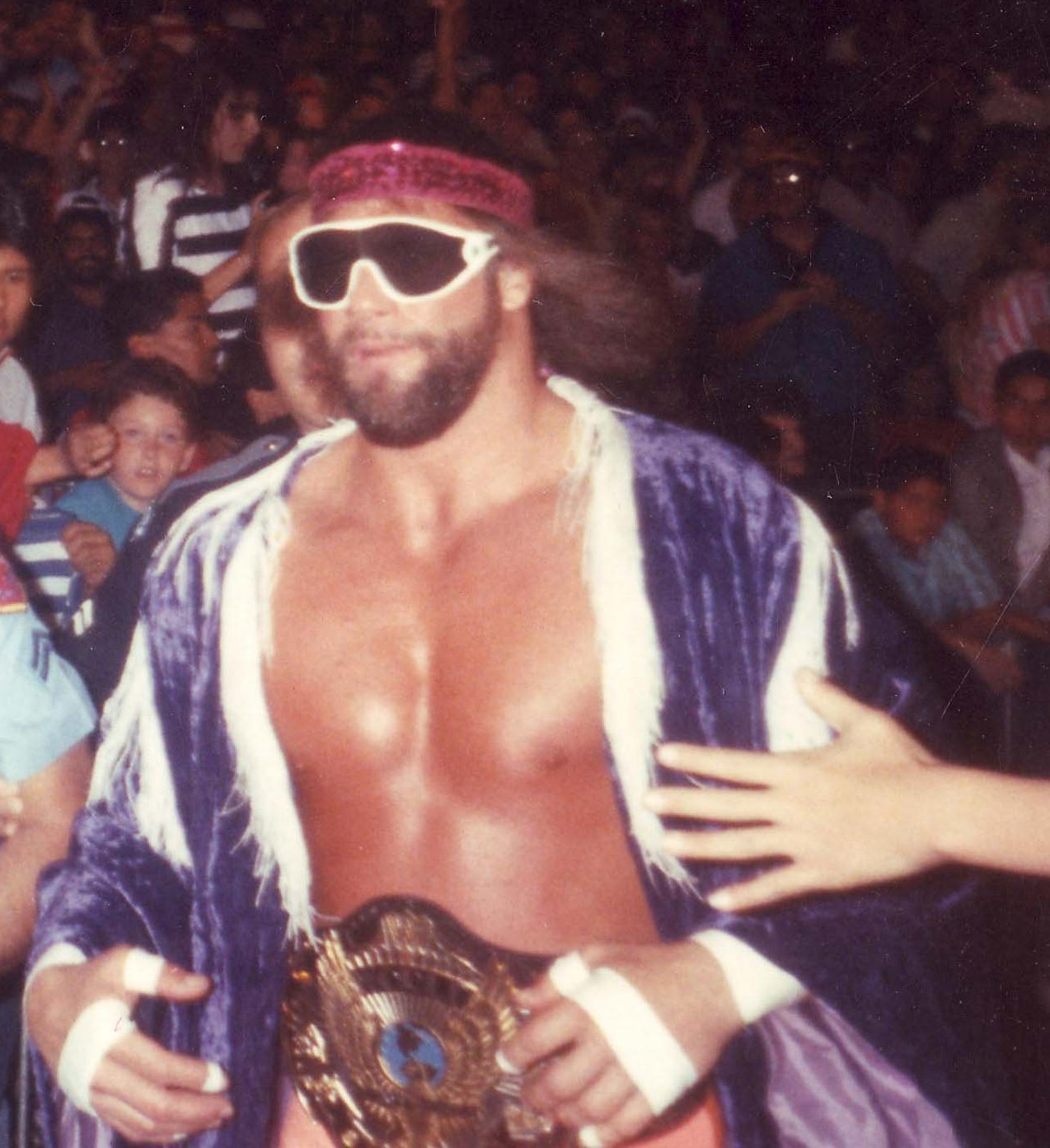
Savage campione mondiale WWF

Per la dirigenza, il 1988 sembrava il momento opportuno per dare a Randy l'occasione di vincere il WWF World Heavyweight Championship in occasione di WrestleMania IV, in un torneo, in quanto il titolo era stato reso vacante. La finale era tra "Macho Man" e "Million Dollar Man" Ted DiBiase. DiBiase, quella sera, aveva al suo angolo André the Giant che stava interferendo nel match ai danni di Savage. Durante l'incontro, visto il suo handicap, Randy dà delle istruzioni a Elizabeth la quale si allontana dal ring. Elizabeth (mentre Savage è in forte difficoltà) si ripresenterà a bordo ring tra un boato del pubblico di estrema gioia, con nientemeno che Hulk Hogan, che si metterà al suo angolo, incitando Savage. All'ennesimo tentativo di interferenza da parte del gigante, l'arbitro si distrae, il tutto mentre DiBiase stava applicando con successo (e quindi con una vittoria praticamente in tasca) una Sleeper Hold su Randy, Hogan entra e stende Ted con una sediata alla schiena permettendo a Randy di uscire dalla presa e di mettere in atto il suo Diving Elbow Drop dal sostegno per lo schienamento finale e vincere così il suo primo WWF Championship.
Mostrando gratitudine per l'aiuto che Hogan gli aveva dato per vincere il titolo, Savage decise di formare un tag team con Hulk Hogan, chiamato Mega Powers, diventando un face a tutti gli effetti e amato dal pubblico. I due sconfissero André the Giant e Ted DiBiase ("Mega Bucks") durante la prima edizione di SummerSlam nel 1988, e iniziarono una faida con le Twin Towers (Akeem e Big Boss Man) che tuttavia li portò alla rottura della loro alleanza. Infatti nella storyline, Macho Man era sempre più geloso delle attenzioni che Hogan sembrava dedicare ad Elizabeth, nonostante le ripetute smentite dello stesso "Hulkster". Randy non si fidava di Hogan ed era gelosissimo dei rapporti amichevoli tra i due e già alla Royal Rumble del 1989 i due wrestler ebbero un acceso diverbio, subito calmato dalla stessa manager, dopo l'involontaria eliminazione dal torneo di Savage da parte di Hulk. Sempre nel 1989, durante Saturday Night's Main Event, Elizabeth fu la causa involontaria della rottura fra i due top face della WWF; colpita involontariamente da Randy Savage, venne portata in infermeria durante l'incontro contro le Twin Towers (Akeem & Big Boss Man) dallo stesso Hulk, che lasciò così il compagno solo sul ring. Macho, accecato dalla gelosia, attaccò Hogan nel backstage alla fine del match e portò energicamente fuori dalla stanza Elizabeth; il tutto sfociò nell'immediata rottura del sodalizio. Il teatro dello scontro finale fu nel 1989 a WrestleMania V, dove Hulk Hogan sconfisse Savage e si riprese il titolo mondiale.

#### Faida con The Ultimate Warrior e ritiro (1989–1991)

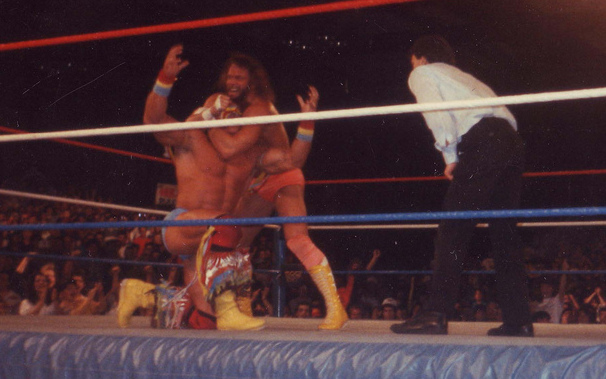
Macho Man combatte contro Ultimate Warrior.

Quella che sembrava una fine, per Savage non era che un inizio. Infatti, vinse il King of The Ring e in virtù di questo, da "Macho Man" divenne "Macho King". Tornato heel a tutti gli effetti, si avvalse dei servizi di Sensational "Queen" Sherry (licenziando quindi Elizabeth) che lo sosteneva in tutto e per tutto nei suoi malvagi intenti, tra cui far perdere il titolo a The Ultimate Warrior, che aveva vinto da Hulk Hogan a WrestleMania VI in favore di Sgt. Slaughter alla Royal Rumble 1991, in quanto gli aveva promesso una shot che però non gli concesse mai. Il guerriero dunque, chiedeva vendetta e quindi a WrestleMania VII (1991), la ottenne in un retirement match la quale stipulazione prevedeva l'allontanamento dalla federazione in caso di sconfitta. Randy perse il match e di fatto dovette ritirarsi. A questo punto il match verrà ricordato per l'intervento in favore di Savage di Miss Elizabeth che si scagliò contro l'odiatissima rivale, gettandola fuori dal ring, per riabbracciarsi così con Savage, che stava osannando la coppia sul ring rimasta a prendersi i giusti applausi. Celebre il gesto di Randy che da maschilista qual era, tese le corde del ring per fare uscire più comodamente Elizabeth, suscitando un ulteriore boato di apprezzamento nei suoi confronti.

#### Commentatore, varie faide e abbandono (1991–1994)
Tuttavia, Savage tornerà, e dopo una rivalità con Jake "The Snake" Roberts, con successo a WrestleMania VIII, strapperà a Ric Flair il suo secondo WWF Championship. Difenderà la cintura contro numerosi lottatori, tra cui a SummerSlam contro Ultimate Warrior. Verrà sconfitto da Flair, colui che aveva battuto per conquistare la cintura a WrestleMania. Durante l'incontro, oltre all'infortunio alla gamba che da tempo lo tormentava, subì le interferenze di Razor Ramon, da poco ingaggiato dalla WWF. Imminente lo scontro alle Survivor Series tra Savage e Ultimate Warrior da una parte e Ric Flair e Razor Ramon da quell'altra. Il guerriero però si infortuna in un incontro di coppia con lo stesso Savage contro i Money Inc. (infortunio finto in quanto licenziato a seguito dello scandalo steroidi) e a sostituirlo ci sarà "Mr.Perfect" Curt Hennig, che accoglie la richiesta di Randy di fare squadra con lui, tradendo Flair di cui prima ne faceva da manager, e allo stesso tempo Bobby Heenan.
Con l'inizio delle trasmissioni di Monday Night Raw nel gennaio 1993, Savage divenne un commentatore, lottando occasionalmente. Lottò però nella Royal Rumble 1993 non vincendo eliminato per ultimo da Yokozuna. A. Ritornò in pay-per-view a Survivor Series, sostituendo "Mr.Perfect" Curt Hennig, e lottò nella Royal Rumble 1994. La permanenza di "Macho Man" nella WWF terminò nel 1994 dopo aver sconfitto Crush a WrestleMania X in un Falls Count Anywhere Match. Vince McMahon annunciò l'abbandono di Savage il 7 novembre 1994, con un discorso in diretta durante l'edizione di Monday Night Raw.

### World Championship Wrestling (1994–2000)
A fine 1994, Savage firmò per la World Championship Wrestling (WCW), e la sua prima apparizione avvenne il 3 dicembre durante una puntata di WCW Saturday Night prima del pay-per-view Starrcade. Per settimane, gli annunciatori della WCW specularono sul rapporto di amore/odio che Savage aveva sempre avuto con Hulk Hogan in WWF, affermando che Macho Man sarebbe giunto in WCW a "stringergli la mano oppure a schiaffeggiarlo". Comunque, Savage salvò Hogan da un attacco portatogli dai membri del gruppo 3 Faces of Fear, sembrando riappacificarsi con il vecchio amico e rivale. La prima faida in WCW la ebbe con Avalanche. A SuperBrawl V, lottò in coppia con Sting contro Avalanche e Big Bubba Rogers, vincendo l'incontro. La faida con Avalanche andò avanti fino a Uncensored 1995, dove Savage si aggiudicò la vittoria solo per squalifica perché una fan, che si rivelò essere in realtà Ric Flair mascherato da donna, lo attaccò. Questo portò i due vecchi rivali a scontrarsi di nuovo. Al ppv Halloween Havoc '95 "Macho Man" sconfisse prima The Zodiac e poi la sera stessa Lex Luger vincendo entrambi i confronti.
Successivamente partecipò al torneo indetto per l'assegnazione del titolo WCW United States Championship (creato quando il campione in carica Big Van Vader fu privato della cintura per avere assalito il dirigente WCW Nick Bockwinkel) sconfiggendo The Butcher nel primo round e "Stunning" Steve Austin nei quarti di finale. Interferì nel match tra Ric Flair e Alex Wright, attaccando Flair e causando la squalifica di Wright, il che avrebbe dovuto portare ad un match di semifinale proprio tra Savage e Flair, ma l'incontro non ebbe mai luogo perché i due vennero squalificati dal torneo per essersi azzuffati nel backstage. I due ebbero però la possibilità di confrontarsi l'uno con l'altro al ppv Great American Bash, match che vide vincitore il "Nature Boy". Savage si prese la sua rivincita su Flair in un successivo Lifeguard Lumberjack match a Bash at the Beach 1995.
Al pay-per-view WCW World War 3, Savage si aggiudicò il suo primo titolo WCW World Heavyweight Championship vincendo la prima edizione in assoluto della "60-man three-ring battle royal". Perse poi la cintura contro Flair un mese dopo a Starrcade 1995: World Cup of Wrestling. Il secondo WCW World Heavyweight Championship arrivò battendo Flair il 22 gennaio 1996 a WCW Monday Nitro ma riperse la cintura nuovamente contro Flair il mese seguente in uno steel cage match svoltosi a SuperBrawl VI.
Nel gennaio 1996, Savage portò Elizabeth con lui in WCW nuovamente come sua valletta, ma la donna gli si rivoltò contro poco tempo dopo. Flair e Savage continuarono il loro feud fino al giugno del 1996. Savage lottò nella WCW per tutta la restante parte degli anni novanta riscuotendo un discreto successo (diventerà ancora campione del mondo in altre due occasioni), specialmente ai tempi del New World Order; per un certo periodo Savage fu uno dei crociati anti-nWo, salvo unirsi in seguito al gruppo. Ad Halloween Havoc Savage affrontò Hogan per il WCW World Heavyweight Championship ma perse a causa dell'interferenza di The Giant.
Il contratto di Savage, che aveva firmato verso la fine del 1994, sarebbe però scaduto a fine 1996; Savage firmò però un nuovo contratto con la federazione, e tornò in WCW nell'edizione di Nitro del 20 gennaio 1997 da Chicago. Terminò la sua avventura nella WCW nel 2000.

### Total Nonstop Action Wrestling (2004–2005)
Savage ha fatto il suo ritorno al wrestling nella Total Nonstop Action Wrestling a Victory Road confrontandosi con Jeff Jarrett. A Turning Point, collaborò con Jeff Hardy e A.J. Styles per sconfiggere i Kings of Wrestling (Jarrett, Kevin Nash & Scott Hall), nel suo ultimo match in-ring. Il main event programmato per il ppv Final Resolution del gennaio 2005 avrebbe dovuto essere Jarrett vs Savage per il NWA World Heavyweight Championship. Il piano di Savage era quello di vincere la cintura e poi cederla di nuovo a Jarrett al pay-per-view successivo, ma il match non ebbe mai luogo. Il 18 febbraio 2005, Savage lasciò la TNA per problemi di salute e si ritirò dal wrestling.

## Fuori e dopo il wrestling

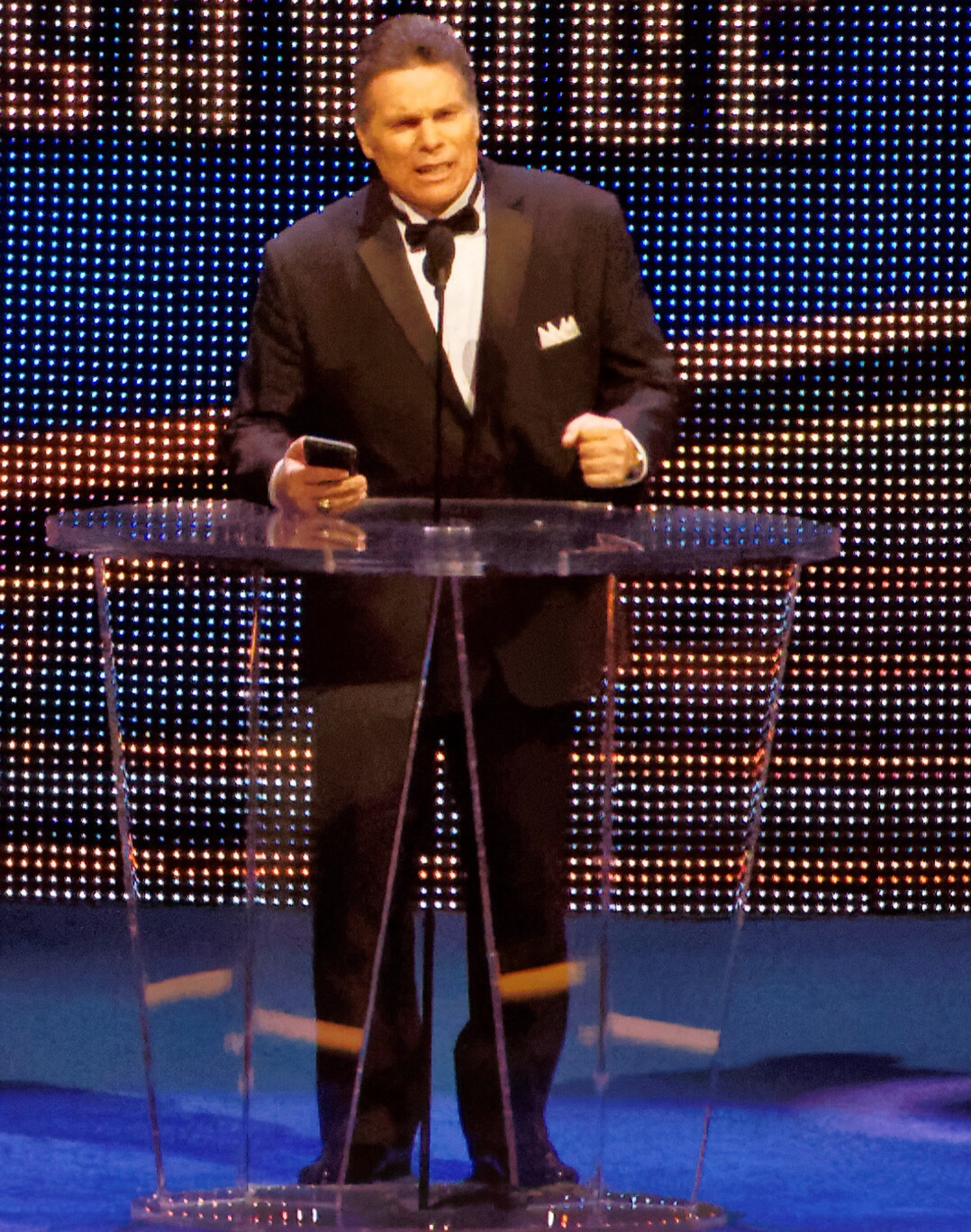
Lanny Poffo, durante l'introduzione di Randy Savage nella WWE Hall of Fame (2015)

Fra il 1992 ed il 2000, Savage fu portavoce della fortunata campagna pubblicitaria per gli snack Slim Jim; il suo slogan principale ("Snap into a Slim Jim, oooooh yeah!"), divenne la principale ricorrenza di tali annunci pubblicitari. Nel 1998, Savage ricevette proprio un premio dalla società umoristica dell'Università di Harvard, l'Harvard Lampoon, come uomo dell'anno.
Savage è apparso in un episodio a tema wrestling di Baywatch, andato in onda nel 1996, con altri celebri wrestler (Hulk Hogan, Ric Flair, Big Van Vader e Kevin Sullivan) che ai tempi militavano in WCW. Nel 1999, apparve in altri famosi programmi televisivi, fra cui Walker Texas Ranger ed Innamorati pazzi.
Sul grande schermo, ha recitato in diversi film, tra cui Pronti alla rissa (nel ruolo di se stesso) e Spider Man (interpretando il wrestler Segaossa McGraw). Ha tentato anche una carriera nella musica rap nel 2003, con risultati deludenti. Nel suo album intitolato Be a Man sfida Hulk Hogan, "reo" di aver rifiutato un match con lui, a scopo benefico.
La sua memorabile voce, gli ha anche permesso di doppiare vari personaggi, come: nella serie animata Il laboratorio di Dexter dove ha doppiato il wrestler alieno "Rasslor", nella serie animata King of the Hill a "Gorilla", nella serie Space Ghost Coast to Coast al nonno di "Space Ghost" ed in Bolt - Un eroe a quattro zampe all'attore che ricopre il ruolo dell'agente del "Dr. Calico".
Nel 2009 la WWE ha messo in commercio il cofanetto celebrativo Macho Madness - The Ultimate Collection che in tre DVD ripercorre la sua carriera.
Nel 2011 è stato inserito come personaggio giocabile nel roster del videogioco WWE All Stars prodotto dalla THQ. Si tratta della prima apparizione di Savage in un videogioco sin dai tempi di Showdown: Legends of Wrestling del 2004, e della sua prima apparizione dal 1989 nel coin-op WWF Superstars, seguita nel 1994 in un videogioco con licenza ufficiale WWE (l'ultima sua apparizione risaliva a WWF Raw per Game Gear).
Nel 2014 la WWE immette sul commercio un secondo cofanetto celebrativo intitolato Macho Man: The Randy Savage Story in formato DVD e Blu-ray.
Il 12 gennaio 2015, la WWE ha annunciato Savage come il primo introdotto nella classe del 2015 della WWE Hall of Fame, e che il suo partner dei Mega Powers e rivale di lunga data Hulk Hogan lo avrebbe introdotto.

## La morte
La mattina di venerdì 20 maggio 2011, Randy Savage è morto in un incidente d'auto a Seminole, in Florida. La polizia ha comunicato che Savage è stato colpito da un infarto mentre stava recandosi con la moglie a fare la spesa alla guida della sua Jeep Wrangler e, a causa del malore, ha perso il controllo del veicolo e si è schiantato contro un albero; la versione è stata confermata dal fratello Lanny. L'incidente è avvenuto alle 9:25. Dopo l'incidente Savage è stato trasportato al Largo Medical Center, dove è morto a causa delle gravi ferite. Sua moglie Barbara Lynn, che viaggiava con lui, ha subito solamente delle ferite minori. Da un primo esame dell'incidente la polizia ha chiarito che sia Randy che la moglie indossavano le cinture di sicurezza al momento dell'impatto e tutti gli esami evidenziano l'assoluta negatività ad alcol o droghe.
Il 30 maggio 2011, 10 giorni dopo il decesso di Savage, il proprietario della WWE Vince McMahon, con il quale il wrestler aveva avuto in passato contrasti inconciliabili circa la sua fuoriuscita dalla federazione risalente al 1994, rese omaggio a Savage in un articolo della rivista Time. Egli descrisse Savage come "estremamente carismatico" e "uno dei grandi del wrestling di ogni epoca". La salma di Savage venne cremata e le ceneri sparse accanto ad un albero all'interno della sua residenza.

## Personaggio

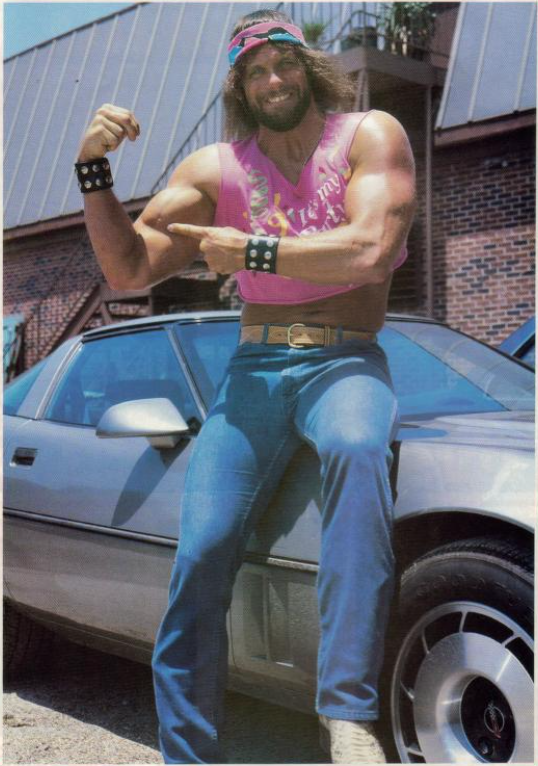
Randy Savage nel 1986

### Mosse finali
- Macho Man's Elbow (Diving elbow drop)
- Macho Man's Axe Handle (Diving double axe handle)

### Soprannomi
- "Macho Man"
- "Macho King"

### Manager
- Angelo Poffo
- Miss Elizabeth
- Jimmy Hart[27]
- Sensational Sherri/Queen Sherri
- Gorgeous George (Stephanie Bellars)
- Team Madness (Gorgeous George, Madusa e Miss Madness)

## Titoli e riconoscimenti
- Continental Wrestling Association
  - AWA Southern Heavyweight Championship (2)[28]
  - CWA International Heavyweight Championship (1)[29]
  - NWA Mid-America Heavyweight Championship (3)[30]
- Grand Prix Wrestling
  - GPW International Heavyweight Championship (1)[31]
- Gulf Coast Championship Wrestling
  - NWA Gulf Coast Tag Team Championship (1) – con Lanny Poffo[32]
- International Championship Wrestling
  - ICW World Heavyweight Championship (3)[33]
- Pro Wrestling Illustrated
  - Comeback of the Year (1995)
  - Feud of the Year (1997) con Diamond Dallas Page
  - Match of the Year (1987) vs. Ricky Steamboat a WrestleMania III
  - Most Hated Wrestler of the Year (1989)
  - Most Popular Wrestler of the Year (1988)
  - Wrestler of the Year (1988)
  - 2º tra i 500 migliori wrestler singoli nella PWI 500 (1992)[34]
  - 9º tra i 500 migliori wrestler singoli nella PWI Years (2003)[35]
  - 57º tra i 100 migliori tag team nella PWI Years con Hulk Hogan (2003)[36]
- Professional Wrestling Hall of Fame
  - Classe del 2009[37]
- United States Wrestling Association
  - USWA Unified World Heavyweight Championship (1)[38]
- World Championship Wrestling
  - WCW World Heavyweight Championship (4)[39]
  - WCW World War 3 (1995)
  - King of Cable Tournament (1995)[40]
- World Wrestling Council
  - WWC North American Heavyweight Championship (1)[41]
- World Wrestling Federation
  - WWF Intercontinental Heavyweight Championship (1)[42]
  - WWF World Heavyweight Championship (2)[43]
  - King of the Ring (1987)
  - WWE Hall of Fame (Classe del 2015)
- Wrestling Observer Newsletter
  - Best Pro Wrestling DVD (2009) per Macho Madness: The Randy Savage Ultimate Collection
  - Match of the Year (1987) vs. Ricky Steamboat a WrestleMania III
  - Worst Worked Match of the Year (1996) con Hulk Hogan vs. Arn Anderson, Meng, The Barbarian, Ric Flair, Kevin Sullivan, Z-Gangsta, e The Ultimate Solution in un Towers of Doom match a Uncensored
  - Wrestling Observer Newsletter Hall of Fame (Classe del 1996)

## Filmografia parziale

### Cinema
- Pronti alla rissa, regia di Brian Robbins (2000)
- Spider-Man, regia di Sam Raimi (2002)

### DVD dedicati a Randy Savage
- Macho Madness: The Ultimate Randy Savage Collection (2009)[44]
- Macho Man: The Randy Savage Story (2014)[44]

## Nei videogiochi

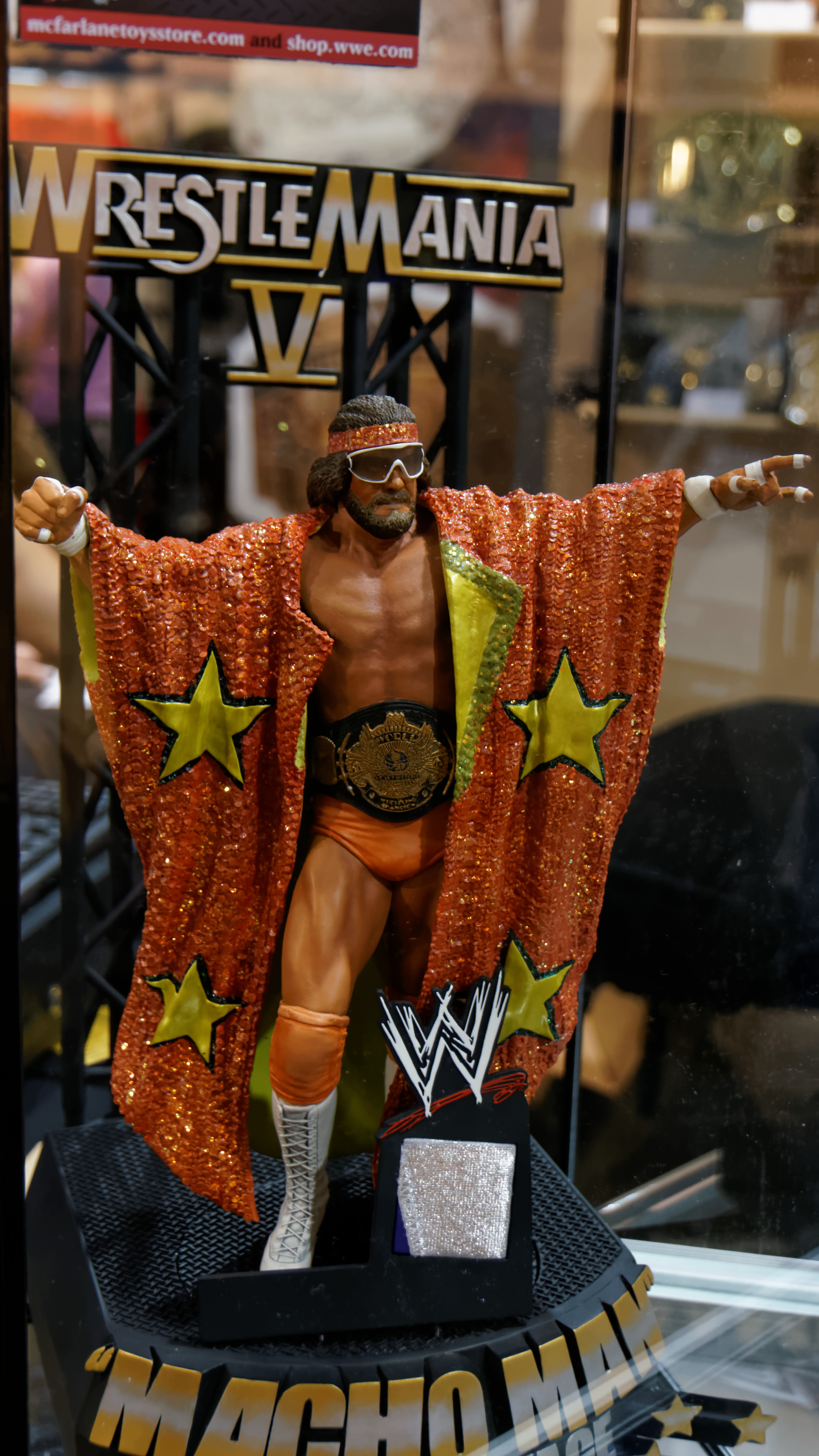
Statuetta raffigurante "Macho Man" Randy Savage prodotta dalla McFarlane Toys

- WWF WrestleMania Challenge – (in copertina)[45]
- WWF Superstars[46]
- WWF Super WrestleMania – (in copertina)[47]
- WWF Superstars 2 – (in copertina)[48]
- WWF European Rampage Tour – (in copertina)[49]
- WWF WrestleMania: Steel Cage Challenge – (in copertina)[50]
- WWF Royal Rumble[51]
- WWF King of the Ring[52]
- WWF Rage in the Cage – (in copertina)[53]
- WCW vs. nWo: World Tour[54]
- Virtual Pro Wrestling 64[55]
- WCW Nitro[56]
- WCW/nWo Revenge[57]
- WCW/nWo Thunder[58]
- WCW Mayhem[59]
- Fire Pro Wrestling[60]
- Showdown: Legends of Wrestling – (in copertina)[61]
- WWE All Stars – (in copertina)[62]
- WWE '12[63]
- WWE 2K14[64]
- WWE 2K15[65]
- WWE 2K16[66]
- WWE 2K17
- WWE 2K18
- WWE 2K19
- WWE 2K20
- WWE 2K Battlegrounds - (pacchetto espansione)[67]
- WWE 2K22
- WWE 2K23
- WWE 2K24